# Arāzeh
Arāzeh är en ort i Iran.   Den ligger i provinsen Khuzestan, i den sydvästra delen av landet, 700 km söder om huvudstaden Teheran. Antalet invånare är 143.
Terrängen runt Arāzeh är mycket platt. Runt Arāzeh är det ganska tätbefolkat, med 129 invånare per kvadratkilometer. Närmaste större samhälle är Arvand Kenār, 7,8 km öster om Arāzeh. Trakten runt Arāzeh är ofruktbar med lite eller ingen växtlighet.